# Црква Светих апостола Петра и Павла у Гулијану
Црква Светих апостола Петра и Павла у Гулијану, у насељеном месту, на територији општине Сврљиг припада Епархији нишкој Српске православне цркве.
Црква посвећена Светим апостолима Петру и Павлу, по запису који се налази на прагу храма, израђена и живописана је 1933. године. По казивању мештана, на овом месту је постојала мања црква подигнута у другој половини 19. века, чијих остатака нема. На звону цркве записана је 1894. година. Црква нема архитектонских вредности.
У порти храма сачувана су два камена већих димензија, висине око два метра. Први камени крст је од пештера, са три полулопте и без орнамената. На њему је записано: Св. Вознасеније Христово слави село Гулијан под владом књаза српског Михаила Обреновића III 1868 лета.
Други крст је од сиге и представља надгробни споменик на коме се запис веома тешко чита, због оштећења: Свети раб Пимен (?). Споменик је највероватније из средине 19. века.